# Ouratea schusteri
Ouratea schusteri là một loài thực vật thuộc họ Ochnaceae. Loài này có ở Kenya và Tanzania. 